# Syn (mytologi)
Syn ("den nekande") är i nordisk mytologi den av valkyriorna som bevakar ingången till Valhall.